# Cotillas
Cotillas ist eine Gemeinde (municipio) mit 126 Einwohnern (Stand: 2024) im Süden der Provinz Albacete in der autonomen Region Kastilien-La Mancha. Neben dem Hauptort Cotillas gehört auch der Weiler Arroyofrío zur Gemeinde. 

## Lage
Cotillas liegt in der nördlichen Berglandschaft der Sierra de Alcaraz, dem nördlichen Ausläufer der Betischen Kordillere. Der Ort befindet sich in ca. 90 km (Fahrtstrecke) südwestlich der Provinzhauptstadt Albacete einer Höhe von ca. 950 m. Das Klima im Winter ist gemäßigt, im Sommer dagegen warm; die geringen Niederschlagsmengen (493 mm/Jahr) fallen – mit Ausnahme der nahezu regenlosen Sommermonate – verteilt übers ganze Jahr.

## Bevölkerungsentwicklung
| Jahr      | 1970 | 1981 | 1991 | 2001 | 2011 | 2021 |
| Einwohner | 517  | 411  | 274  | 196  | 157  | 132  |

## Sehenswürdigkeiten
- Burgruine La Yedra
- Marinenkirche